# Akihiko Nakamura
Akihiko Nakamura (中村 明彦?, Nakamura Akihiko; Nagoya, 23 ottobre 1990) è un multiplista giapponese.
Vincitore di due titoli nazionali nel decathlon nel 2016 e 2017, ha rappresentato il Giappone in occasione di Londra 2012 e Rio de Janeiro 2016.

## Palmarès
| Anno | Manifestazione   | Sede           | Evento        | Risultato | Prestazione | Note                                     |
| ---- | ---------------- | -------------- | ------------- | --------- | ----------- | ---------------------------------------- |
| 2007 | Mondiali allievi | Ostrava        | Salto in alto | 18º (q)   | 2,04 m      |                                          |
| 2011 | Asiatici         | Kōbe           | Decathlon     | Argento   | 7.478 p.    |                                          |
| 2012 | Giochi olimpici  | Londra         | 400 hs        | batterie  | dq          |                                          |
| 2013 | Asiatici         | Pune           | Decathlon     | Argento   | 7.620 p.    |                                          |
| 2014 | Asiatici indoor  | Hangzhou       | Eptathlon     | Argento   | 5.693 p.    | Record nazionale                         |
| 2014 | Giochi asiatici  | Incheon        | Decathlon     | Bronzo    | 7.828 p.    |                                          |
| 2015 | Asiatici         | Wuhan          | Decathlon     | Oro       | 7.773 p.    |                                          |
| 2015 | Mondiali         | Pechino        | Decathlon     | 16º       | 7.745 p.    |                                          |
| 2016 | Asiatici indoor  | Doha           | Eptathlon     | Oro       | 5.831 p.    |                                          |
| 2016 | Giochi olimpici  | Rio de Janeiro | Decathlon     | 22º       | 7.612 p.    |                                          |
| 2017 | Mondiali         | Londra         | Decathlon     | 19º       | 7.646 p.    |                                          |
| 2018 | Giochi asiatici  | Giacarta       | Decathlon     | Bronzo    | 7.738 p.    |                                          |
| 2019 | Asiatici         | Doha           | Decathlon     | Bronzo    | 7.837 p.    | Miglior prestazione personale stagionale |